# إليزابيث فايسه
إليزابيث فايسه (بالألمانية: Elisabeth Wiese) (و. 1853 – 1905 م) هي قاتلة متسلسلة ألمانية، توفيت في هامبورغ، عن عمر يناهز 52 عاماً، بسبب مقصلة.